# Mia Sara
Mia Sara, właściwie Mia Sarapocciello (ur. 19 czerwca 1967 w Brooklyn Heights w stanie Nowy Jork) – amerykańska aktorka i modelka, najlepiej znana z roli księżniczki Lily w filmie fantasy Ridleya Scotta Legenda (1985), jako Sloane Peterson, przyjaciółka tytułowego bohatera (Matthew Broderick) w komedii Johna Hughesa Wolny dzień pana Ferrisa Buellera (1986) i Melissa Walker w dreszczowcu fantastycznonaukowym Petera Hyamsa Strażnik czasu (1994).

## Życiorys

### Wczesne lata
Urodziła się w Brooklyn Heights w stanie Nowy Jork w rodzinie rzymskokatolickiej jako starsza córka artystów – fotografa Jerome’a Sarapochiella i stylistki Diany; ma młodszą siostrę Cassie. W 1985 ukończyła St. Ann’s School w Brooklynie. Naukę kontynuowała w nowojorskim Barnard College przy Uniwersytecie Columbia. Studiowała aktorstwo pod kierunkiem Roya Londona.

### Kariera
W 1981, mając trzynaście lat stanęła po raz pierwszy przed kamerą pojawiając się w reklamach i operze mydlanej ABC Wszystkie moje dzieci (All My Children). Jej debiutem kinowym była rola księżniczki Lily w filmie fantasy Ridleya Scotta Legenda (Legend, 1985) z Tomem Cruise’em. Następnie zagrała postać Sloane Peterson, przyjaciółki tytułowego bohatera (Matthew Broderick) w komedii Johna Hughesa Wolny dzień pana Ferrisa Buellera (Ferris Bueller’s Day Off, 1986).
Zaskarbiła sobie sympatię telewidzów jako pochodząca z Tasmanii 17-letnia Dawn Avalon, kelnerka i tancerka w nocnym klubie w londyńskim Soho, którą bywalcy pieszczotliwie nazywali ‘królewna Kelly’ w miniserialu ABC Queenie (1987) u boku Kirka Douglasa na podstawie prawdziwej historii ekranowej aktorki Merle Oberon. W telewizyjnej ekranizacji bestsellerowej powieści Judith Krantz CBS Póki się znów nie spotkamy (Till We Meet Again, 1989) wystąpiła w roli Delphine de Lancel, córki francuskich producentów szampana, młodej gwiazdy hollywoodzkiej.
Zagrała młodą kobietę wyznania chasydzkiego w dramacie kryminalnym Sidneya Lumeta Obcy wśród nas (A Stranger Among Us, 1992) z Melanie Griffith. Pojawiła się w telewizyjnej adaptacji powieści Jacka Londona Zew krwi (Call of the Wild, 1993) z udziałem Erica McCormacka oraz telewizyjnej ekranizacji książki Juliusza Verne’a ABC Dwadzieścia tysięcy mil podmorskiej żeglugi (20 000 Leagues Under the Sea, 1997) z Patrickiem Dempseyem i Bryanem Brownem jako córka kapitana Nemo (Michael Caine). Publiczność i krytycy nie zaakceptowali jej ekranowego wcielenia femme fatale w telewizyjnym dramacie Zaślepiony (Blindsided, 1993) u boku Jeffa Fahey i dreszczowcu Ekspert (The Set Up, 1995) z Billy Zane. Jej kreacja Melissy Walker w widowiskowym dreszczowcu fantastycznonaukowym Petera Hyamsa Strażnik czasu (Timecop, 1994) u boku Jeana-Claude Van Damme i Rona Silvera przyniosła jej nagrodę Saturna.

## Życie prywatne
Spotykała się z aktorem Claytonem Rohnerem (1994).
17 marca 1996 poślubiła aktora Jasona Connery’ego, syna Seana Connery’ego i Diane Cilento. Mają syna Dashiella Quinna (ur. w marcu 1997). Jednak w 2002 r. doszło do rozwodu. 6 kwietnia 2010 r. ponownie wyszła za mąż za Briana Hensona, starszego syna Jima Hensona, twórcy Muppetów. Mają córkę Amelię Jane Henson.